# Technikfolgenabschätzung
Das Forschungsgebiet der Technikfolgenabschätzung (kurz TA, auch: Technologiefolgenabschätzung oder Technikbewertung) ist ein Teilgebiet der Technikphilosophie und -soziologie. Es entstand in den 1960er Jahren in den USA und verbreitete sich von den 1970er Jahren an in Europa. Die Technikfolgenabschätzung befasst sich mit der Beobachtung und Analyse von Trends in Wissenschaft und Technik und den damit zusammenhängenden gesellschaftlichen Entwicklungen, insbesondere der Abschätzung der Chancen und Risiken. Zudem soll die Technikfolgenabschätzung politische Handlungsempfehlungen oder Richtlinien für die Vermeidung von Risiken und die verbesserte Nutzung der Chancen geben (siehe auch Gefährdung). Damit stellt sie eine konzeptionelle Erweiterung der klassischen Entscheidungstheorie dar.

## Grundlegende Erläuterungen
Der wesentliche Hintergrund ist der, dass Technikanwendungen niemals nur ihr Arbeitsziel erfüllen, sondern darüber hinaus Nebenwirkungen für die natürliche und soziale Umwelt haben (siehe auch: Restrisiko, Grenzrisiko).
Ein einfaches Beispiel dafür ist der Autoverkehr: Der Transport erzeugt unerwünschte Verbrennungsprodukte, die in die Atmosphäre abgegeben werden; er belastet die Wohnumwelt durch Lärm; der nötige Straßenbau versiegelt Flächen, beschleunigt den Oberflächenabfluss von Niederschlägen und zerschneidet die Habitate in Flora und Fauna.
Ein anderes Beispiel ist die Mobilfunk-Telefonie, bei der elektromagnetische Streufelder entstehen, deren Schädlichkeit noch heute diskutiert wird. Oft sind diese weitergehenden Auswirkungen sehr komplex und nicht auf Anhieb durchschaubar.
Zur Technikfolgenabschätzung zählen die separat betrachteten Gebiete der Technikfolgenforschung und der Technikfolgenbewertung. Im Ersteren geht es um die wissenschaftliche Erfassung der Folgen und Nebenwirkungen, diese werden nur wertfrei erfasst und dargestellt.
In der Technikfolgenbewertung geht es um die Bewertung der zu erwartenden Folgen. Die Bewertung folgt dabei den Präferenzen, die von den Betroffenen vorgegeben werden.
Ein Grundproblem der Technikfolgenabschätzung, das in der täglichen Praxis kreativ und prozedural gelöst wird, ist das sogenannte Collingridge-Dilemma. Es besteht darin, dass Wirkungen nicht leicht vorhergesehen werden können, solange die Technologie noch nicht ausreichend entwickelt und weit verbreitet ist. Das Gestalten und Ändern wird jedoch umso schwieriger, je fester die Technologie verwurzelt ist.
In den letzten Jahren sieht sich die Technikfolgenabschätzung genötigt, stärker auf die zunehmenden Partizipationsbestrebungen in der Gesellschaft einzugehen und dafür neue Beteiligungsformen zu entwickeln. Allerdings setzt sie sich durch die pauschale Forderung nach „mehr Partizipation“ gelegentlich auch dem Vorwurf der Legitimationsbeschaffung oder der Ignoranz gegenüber (z. B. von Wissenschaftlern vertretenen) Minderheitspositionen aus.

### Ein historisches Beispiel
Ein frühes Beispiel für Technikfolgenabschätzung gab der Pfarrer, Naturforscher und Erfinder Jacob Christian Schäffer, ein Pionier der mechanischen Waschmaschine. Als er sich 1766/1768 mit deren Konstruktion befasste und sie in 60 Exemplaren durch einen Regensburger Tischler anfertigen ließ, schrieb er dazu eine ausführliche Beschreibung mit mehreren Nachträgen. Dabei ging er auch auf die Nutzung und deren Folgen ein. Da die meisten „Waschweiber“ offenbar um ihre Arbeit fürchteten, rechnete Schäffer ihnen vor, dass ihre Sorge unbegründet war. Vielmehr würden sie künftig mehr Arbeit bekommen und „dabey auf allen Seiten gewinnen“. Weiter meinte er: „Die Waschweiber, so in den Häusern waschen, können nunmehro an einem Tage bey zwo Haushaltungen waschen, und sich damit eben den Lohn verdienen, den sie sonst nur in einer Haushaltung verdienten.“ Schäffer hebt außerdem hervor, dass die Wäscherinnen durch ihre harte Arbeit „an Händen und Füssen lahm oder sonst krank werden“.
Schäffer veröffentlichte später zahlreiche Erfahrungsberichte von Wäscherinnen und Besitzerinnen des Gerätes, das er über Deutschland hinaus verkaufen konnte. Es war seinerzeit ungewöhnlich, dass eine technische Innovation sich in erster Linie an Frauen richtete und vor allem unter ihnen bekannt gemacht wurde.

### Formen und Konzepte von TA
Die folgenden Typen und Konzepte von TA sind die sichtbarsten und am häufigsten praktizierten. Darüber hinaus gibt es freilich noch eine Reihe weiterer Formen, die lediglich in der Literatur als Konzepte vorgeschlagen wurden oder von einzelnen TA-Einrichtungen angewendet werden.
- Parlamentarische TA (PTA): TA, die sich unmittelbar an das Parlament eines Landes wendet. PTA wird entweder direkt von Mitgliedern des Parlaments (z. B. Frankreich, Finnland), im Auftrag eines Parlaments durch eigene TA-Einrichtungen im oder beim Parlament (z. B. Vereinigtes Königreich, Deutschland) oder außerhalb des Parlaments (z. B. Dänemark, Niederlande, Schweiz) durchgeführt. Siehe dazu auch den Artikel zur EPTA.[5] Ein lesenswerter, internationaler Bericht aus 2012 vergleicht systematisch alle großen europäischen parlamentarischen TA-Einrichtungen[6].
- Experten-TA (auch als klassische oder traditionelle TA bezeichnet): TA, die von Experten aus verschiedenen Disziplinen durchgeführt wird. Sie erhält ihren Input von Interessenvertretern und anderen Akteuren über schriftliche Stellungnahmen, Gutachten und Interviews, also indirekt, nicht direkt wie bei der partizipativen TA.
- Partizipative TA (pTA): TA, die systematisch und methodisch unterschiedliche soziale Gruppen als Gutachter und Diskussionsteilnehmer einbezieht. Dies können einzelne Akteure wie Bürger (Laien), Wissenschaftler oder Ingenieure sein. Klassische pTA-Methoden umfassen Konsensuskonferenzen, Fokusgruppen, Szenario-Workshops usw.[7] Gelegentlich wird pTA weiter in zwei Unterarten unterteilt, je nachdem, ob Experten und Interessenvertreter einbezogen werden (im Englischen expert-stakeholder pTA) oder Laien (im Englischen public pTA).[8]
- Konstruktive TA (abgekürzt CTA nach dem englischen Begriff constructive TA): Dieses TA-Konzept, ursprünglich in den Niederlanden entwickelt und teilweise auch in anderen Ländern angewendet[9], versucht die Entwicklung neuer Technik durch Rückmeldungen aus der TA zu beeinflussen. Im Gegensatz zu den klassischen, reaktiven TA-Formen will die CTA mehr als nur die hergebrachten Entwicklungspraktiken durch eine Folgenabschätzung beurteilen. Vielmehr sollen beispielsweise soziale oder ökologische Folgen bereits im Konstruktionsprozess mehr Beachtung finden, also aktiv in die Entwicklung einbezogen werden.
- Diskursive TA oder Argumentative TA: Dieser TA-Typ versucht die öffentliche Diskussion über Wissenschaft, Technik und Gesellschaft zu vertiefen. Gesellschaftspolitische Konflikte um die Einführung neuer Technologien sollen dargestellt und von relevanten Gruppen bearbeitet werden. So werden unterschiedliche Personen und Organisationen in das Verfahren eingebunden, die wissenschaftliche, gesellschaftliche und politische Positionen repräsentieren (Kritiker, Befürworter, Experten, Politiker usw.). Inhalt dieser Diskurse sind nicht nur lokale und aktuelle Konflikte, sondern auch allgemeingesellschaftliche Technikkontroversen.[10]
- Medizin-TA (abgekürzt HTA nach dem englischen Health Technology Assessment): Eine spezialisierte Form der TA zur systematischen Bewertung medizinischer Technologien, Prozeduren und Hilfsmittel, aber auch Organisationsstrukturen, in denen medizinische Leistungen erbracht werden. Untersucht werden dabei Kriterien wie Wirksamkeit, Sicherheit und Kosten, jeweils unter Berücksichtigung sozialer, rechtlicher und ethischer Aspekte.

Unter TAR Technology-Assessment & Risk werden zur Technologie im Sinne der Chance, zusätzlich die Technologie-Risiken bewertet. Als Beispiel soll die Gentechnik dienen: Zum Zeitpunkt (1990) noch als Chance mit großer Zukunft betrachtet und beworben, kann die Frage einer personalisierten (individuellen) Gentechnik-Medizin zwischenzeitlich nicht mehr beworben werden, da die Anwendungsrisiken aus der Praxis abschrecken.

### Methoden und Durchführung
Je nach Art der untersuchten Technik oder Technologie kommt meist eine Vielfalt unterschiedlicher Methoden z. B. der Entscheidungstheorie zur Anwendung. Mit Literaturrecherche, Dokumentenanalysen und Expertenbefragungen können erste Erkenntnisse gewonnen werden, welche Spezialgebiete näher in die Untersuchung eingezogen werden müssen. Fallstudien, Computer-Simulationen und die Entwicklung von Szenarien können quantitative Angaben zu den erwarteten Auswirkungen liefern. Stehen dabei umweltrelevante Aspekte im Vordergrund, werden derartige Untersuchungen auch als „Umweltverträglichkeitsprüfung“ (UVP) bezeichnet. Eine Bewertung der Risiken kann ferner mit Verfahren der Bürgerbeteiligung erfolgen.
Für die Durchführung einer TA-Studie ist folgender Ablauf denkbar:
1. Problemdefinition
2. Beschreibung der Technologie
3. Erkundung und Beschreibung von Nebenwirkungen der Technologie
4. Beschreibung der Betroffenen
5. Voraussage der sozialen und sonstigen Entwicklungen
6. Bewertungen der Folgen
7. Analyse politischer Handlungsoptionen
8. Allgemeinverständliche Vermittlung der Resultate

Angesichts der stetigen Veränderungen der Umgebung, in der Folgen auftreten können, ist deren Prognose mit großer Unsicherheit versehen. Bei komplexen Zusammenhängen kann auch Backcasting, das Ausgehen von einem zukünftigen (erwünschten) Zustand zurück in Richtung Gegenwart, ein Ansatz in der Methodik sein, um unerwartete Technikfolgen abschätzen zu können.

### Themen von TA
Die internationale Diskussion über TA-Forschungs- und TA-Beratungsthemen zeigt, dass es kein allgemeingültiges Konzept für die Gestaltung und die Durchführung von TA-Studien gibt. Die Vielfältigkeit der Technologien und neuen technologischen Entwicklungen und die ihrer Anwendungsmöglichkeiten spiegeln sich in der thematischen Breite der Forschungs- und Beratungslandschaft wider.
Die Themen werden in der Regel projektförmig bearbeitet. Dabei werden zumeist gesellschaftliche, ökonomische, ökologische und ethische Aspekte unter Nachhaltigkeitskriterien betrachtet; orientiert an Lokale- (bzw. Soziale-)Agenda-21-Kriterien (Riogipfel 1998, EU).
- Umwelt (z. B. Ressourcenmanagement, Biotechnologie, Flächenversiegelung, Gentechnik, Synthetische Biologie, Bionik)
- Energie (z. B. Kernkraft, Biomasse / Energiepflanzen, Versorgungssicherheit, CCS, Photovoltaik, Geothermie, Brennstoffzellen)
- Nachhaltigkeit (z. B. Flächeninanspruchnahme)
- Information und Kommunikation (z. B. Privacy, Datenschutz, Internet, Mobilfunk)
- Verkehr (z. B. Mobilität, Elektroauto, Raumfahrt)
- Gesundheit (z. B. Diagnose, Therapie, Früherkennung, Biotechnologie, Altern, Pflegeroboter, Gentechnik, Synthetische Biologie, Nanotechnologie)
- Sicherheit (z. B. Rüstungsforschung, Surveillance, Biometrische Systeme, Datenschutz)
- Arbeit (z. B. Altern, Automatisierung)

## Einrichtungen, Netzwerke und Verbände der Technikfolgenabschätzung

### Deutschland
Das Institut für Technikfolgenabschätzung und Systemanalyse (ITAS) am Karlsruher Institut für Technologie (KIT) wurde am 1. Juli 1995 nach einer längeren institutionellen Vorgeschichte eingerichtet und ist mit mehr als 100 wissenschaftlichen Mitarbeiterinnen und Mitarbeitern die größte und traditionsreichste wissenschaftliche Einrichtung in Deutschland, die sich in Theorie und Praxis mit Technikfolgenabschätzung (TA) und Systemanalyse befasst.
ITAS berät über das Büro für Technikfolgen-Abschätzung beim Deutschen Bundestag (TAB) den Deutschen Bundestag und als führendes Mitglied der European Technology Assessment Group (ETAG) das Europäische Parlament. Im Deutschen Bundestag wurde 1990 das Instrument der Technikfolgenabschätzung nach langer Diskussion in die Geschäftsordnung integriert. Der zuständige Ausschuss für Bildung, Forschung und Technikfolgenabschätzung beschließt über die Durchführung von Technikfolgenanalysen durch das TAB und wertet diese für den Bundestag aus. Für die Durchführung dieser Technikfolgenanalysen wurde kein parlamentseigener Apparat geschaffen, vielmehr wird in solchen Fällen das TAB beauftragt.
In Deutschland gibt es zahlreiche Einrichtungen der Technikfolgenabschätzung teils eigenständige Institutionen wie die Europäische Akademie in Bad Neuenahr-Ahrweiler, teils Lehrstühle wie z. B. jene in Bielefeld, Stuttgart oder den Forschungsschwerpunkt BIOGUM an der Universität Hamburg. Es wurden auch Einrichtungen der Technikfolgenabschätzung geschlossen wie beispielsweise die Akademie für Technikfolgenabschätzung Baden-Württemberg.
Auch der Verein Deutscher Ingenieure (VDI) hat im März 1991 eine Richtlinie herausgegeben, die sich explizit mit Technikbewertung befasst (VDI-Richtlinie 3780). Darin werden Begriffe und Grundlagen der Technikbewertung definiert, um diese stärker im Selbstverständnis von Ingenieuren und ihrer Arbeitsweise zu verankern.

### Österreich
In Österreich gibt es das Institut für Technikfolgen-Abschätzung an der Österreichischen Akademie der Wissenschaften in Wien sowie eine Reihe weiterer Einrichtungen, die sich der TA widmen, z. B. das Interuniversitäre Forschungszentrum für Technik, Arbeit und Kultur (IFZ) Österreich, Graz.

### Schweiz
In der Schweiz wird Technikfolgenabschätzung insbesondere von der Stiftung für Technologiefolgen-Abschätzung TA-SWISS in Bern betrieben. Unter den weiteren akademischen und nicht-akademischen TA-Einrichtungen in der Schweiz findet sich etwa das BATS – Zentrum für Biosicherheit und Nachhaltigkeit.

### Verbände und Netzwerke
Es gibt im deutschsprachigen Bereich keine berufsständische Organisation und keine wissenschaftliche Gesellschaft für die in dem Bereich Tätigen. Im November 2004 allerdings schlossen sich Personen und Institutionen der deutschsprachigen TA-Gemeinschaft zum Netzwerk TA zusammen. Dieses versteht sich als ein Zusammenschluss von WissenschaftlerInnen, ExpertInnen und PraktikerInnen im breit verstandenen Themenfeld TA (Technikfolgenabschätzung/Technology Assessment). Die Vereinigung Deutscher Wissenschaftler beschäftigt sich mit den „Folgen wissenschaftlicher Forschung“.
Die parlamentarischen TA-Einrichtungen in Europa sind im European Parliamentary Technology Assessment (EPTA) Netzwerk zusammengeschlossen.
Einige europäische TA-Einrichtungen haben sich zur European Technology Assessment Group (ETAG) zusammengeschlossen. ETAG bearbeitet seit 2005, erneuert seit 2009, im Auftrag des Europäischen Parlaments für den STOA (Science and Technology Options Assessment) -Ausschuss TA-Projekte.
Die US-amerikanische Nichtregierungsorganisation ETC Group betreibt die internationale TA-Portale für Lateinamerika (Latin American Network for the Assessment of Technologies, Red TECLA), Afrika (Africa Technology Assessment Platform, AfriTAP), sowie für die Asien-Pazifik-Region (TAP-AP), um lokales Wissen und zivilgesellschaftliche Gruppen in TA einzubinden.